# Тіммі, сучасник мамонтів (ТЮГ, 1981)

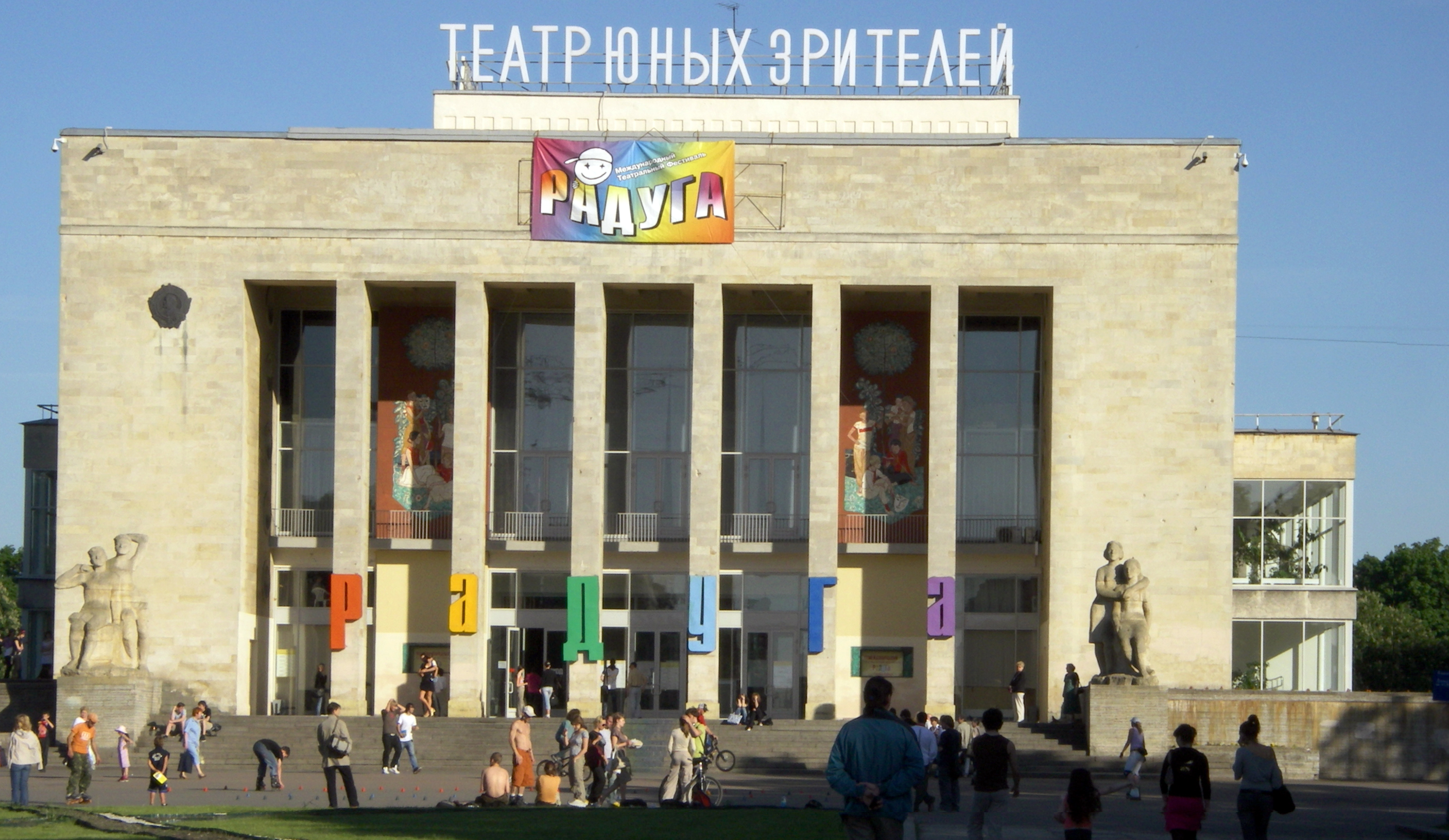
Архітектор Олександр Жук. Декор фасаду ТЮГа під час свята, 2007 р.

Тіммі, сучасник мамонтів (ТЮГ, 1981) — театральна версія оповідання письменника зі Сполучених Штатів Айзека Азімова. 

## Сюжет коротко
Сюжет вистави — фантастичний, практично казковий. 
Експеримент веде доктор Хоскінс. Він править машиною часу і моделює хлопчика-неандертальця, котрою переносить його з давніх-давен у реалії пізнього і технічно розвиненого 21 століття. Зіштовхування підлітка з новітнім, фантастичним для нього,  світом, може бути згубним для його психіки. Хлопчиком опікується медсестра місс Феллоуз. Експеримент проведено, але він, як і доктор Хоскінс, не передбачав, що живі люди не укладаються у мертві і холодні межі наукових експериментів. 
Місс Феллоуз та Тіммі стали за термін експерименту рідними людьми. За умовою експерименту по його закінченні доктор Хоскінс має повернути хлопчика-неандертальця у небуття. Тоді місс Феллоуз, що не може допустити смерті підлітка, наважується піти з ним у прірву невідомого...
Вистава викликала чимало дискусій про припустимість жорстокості у театральній практиці. Тим не менше юнацтво і доросла аудиторія театра добре сприймала виставу, що не мала щасливого кінця. Свідоцтва тому — театральна зала, що вставала і, стоячи, довго аплодувала по її закінченні, збережені театральні програмки, поради знайомим — обов'язково відвідати виставу і подивитись її на власні очі.

## Актори, задіяні у виставі
- Шуранова Антоніна Миколаївна, медсестра, здатна жетвувати собою
- Соколова Ірина Леонідівна, Тіммі, хлопчик-неандерталець
- Іванов Микола Миколайович, науковець